# Paleolitico
Il Paleolitico (dal greco: παλαιός palaios, antico, e λίθος lithos, pietra, ossia "età della pietra antica" o "età antica della pietra"), nella periodizzazione della storia umana, è il primo periodo della Preistoria, in cui si sviluppò la tecnologia umana con l'avvento dei primi strumenti in pietra da parte di diverse specie di ominidi. Iniziò circa 2,5 milioni di anni fa e terminò 10 000 anni fa con l'introduzione dell'agricoltura e il passaggio al Mesolitico, o, nelle zone di precoce neolitizzazione, all'Epipaleolitico.
Il termine fu introdotto dallo studioso John Lubbock nel 1865 in opposizione al termine "Neolitico". Tra le epoche geologiche corrisponde al Pleistocene.

## Industria litica del Paleolitico

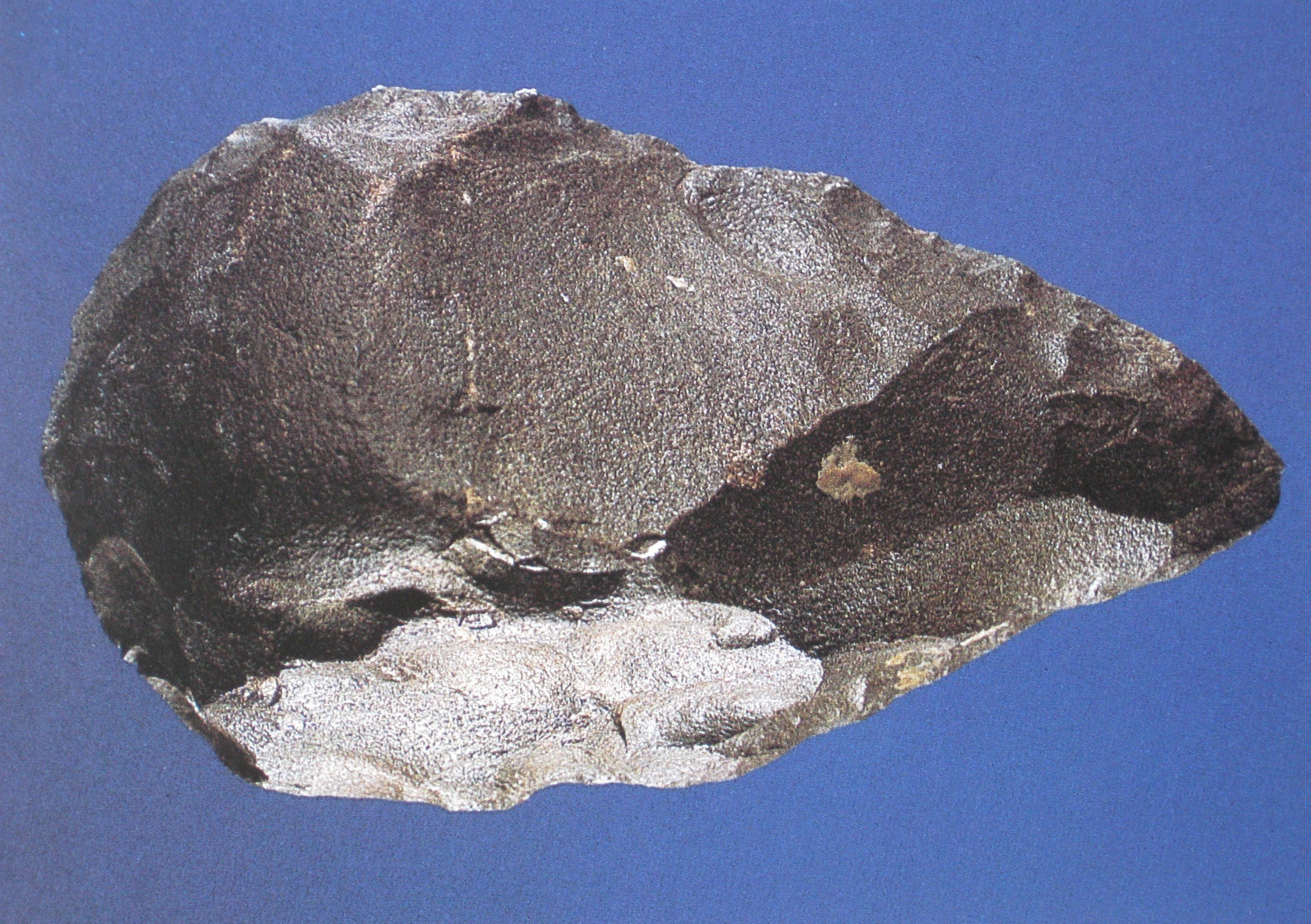
Bifacciale del Paleolitico rinvenuta presso Forlì.

Il Paleolitico è caratterizzato dalla realizzazione degli strumenti in pietra con la tecnica della pietra scheggiata (come il choppers, realizzato dalla prima forma di evoluzione dell'uomo: l'ominide). Questa tecnica fu ancora utilizzata nei periodi successivi, ma mescolata ad altre di più recente introduzione.
La classificazione dei manufatti può seguire le liste tipologiche di Bordes (suddivisa in strumenti su scheggia, nuclei e bifacciali), di Broglio-Kozlowski (suddivisa in pre-nuclei e nuclei, strumenti e armature) e di de Sonneville Bordes-Perrot.
Le tecniche di scheggiatura possono essere: "a percussione diretta", "a percussione indiretta", "a percussione su incudine", "a percussione bipolare", "a pressione".
Nel Paleolitico inferiore gli utensili sono realizzati con ciottoli scheggiati (cultura dei ciottoli, o "Pebble Culture") o manufatti a forma di mandorla (bifacciali o amigdale); nel Paleolitico medio con la lavorazione delle schegge staccate da un nucleo e nel Paleolitico superiore con la lavorazione delle lame.

### Paleolitico inferiore
Da circa 2,5 milioni di anni fa a circa 120 000 anni fa, corrisponde al Pleistocene inferiore e medio e alle glaciazioni di Günz, Mindel e Riss con i periodi interglaciali intermedi. Il termine temporale superiore è stato messo in dubbio dalla scoperta nel 2012 nel sito di Lomekwi 3 in Kenya di utensili datati a 3,3 milioni di anni fa che, in quanto non associabili all'Olduvaiano, fanno ipotizzare l'esistenza di una facies culturale a questa antecedente.
In questo periodo si diffondono l'Homo habilis e l'Homo erectus.
- Olduvaiano (Pebble Culture), 2 500 000-750 000 anni fa circa: manufatti su ciottoli appena scheggiati ("choppers" e "chopping tools"). Il nome deriva dal sito delle "gole di Olduwai" (o Olduvai, Tanzania). In Italia, sono stati ritrovati reperti risalenti a questo periodo, ad esempio nella zona di Ca' Belvedere, nel forlivese, e a Zambrone in provincia di Vibo Valentia.
- Acheuleano, 750 000-120 000 anni fa circa: manufatti litici a forma di mandorla e lavorati su due lati in modo simmetrico ("bifacciali" o "amigdale") associati a diversi strumenti ricavati da schegge (raschiatoi e punte). Il nome deriva dal sito di Saint-Acheul, (presso Amiens, Francia). Geograficamente esiste una suddivisione tra "acheuleano classico" (Francia settentrionale e Inghilterra) e "acheuleano meridionale" (Francia meridionale e Spagna). Viene suddiviso cronologicamente in due principali fasi:
  - acheuleano "antico" o "arcaico", che tende a sostituire i termini di Abbevilliano, dal sito di Abbeville, e di Chelleano, dal sito di Chelles, entrambi in Francia):
  - una seconda fase più articolata, comprendente: "acheuleano medio", "evoluto" e "superiore", che continua nel Paleolitico medio con l'"acheuleano finale".
- Clactoniano: manufatti litici derivati da grandi schegge con piano di percussione obliquo. Secondo alcuni non si tratterebbe tuttavia di una cultura distinta dall'Acheuleano, a cui è in parte contemporaneo. Il nome deriva dal sito di Clacton-on-Sea (contea di Essex, Gran Bretagna). A volte suddiviso in "antico", "medio" e "recente".
- Tayaziano: manufatti di tipo clactoniano associati ad altri di tipo musteriano, con basse percentuali di bifacciali. Non è chiaro se si tratti di una cultura autonoma e in quali rapporti sia con l'acheuleano. Il nome deriva dal sito di Les-Eyzies-de-Tayac in Dordogna, Francia.

### Paleolitico medio

Punta ottenuta con la tecnica di scheggiatura di Levallois.

Da circa 120 000 a circa 36 000 anni fa, corrisponde a parte del Pleistocene superiore comprendente il periodo interglaciale di Riss-Würm e parte del periodo glaciale di Würm. In questo periodo si diffonde in Europa l'Homo neanderthalensis.
- Fasi finali dell'acheuleano – "acheuleano finale" e "micocchiano" (130 000-70 000 anni fa circa), dal sito di La Micoque in Dordogna, Francia.
- Musteriano, da circa 120 000 a circa 40-35 000 anni fa: manufatti caratterizzati da un perfezionamento delle tecniche di lavorazione (scheggiatura "levalloisiana" o "tecnica Levallois", dal sito di Levallois, differenziazione degli strumenti su scheggia, aumento degli strumenti derivati da lama). Il nome deriva dal sito di Le Moustier in Dordogna, Francia. Si suddivide in:
  - "musteriano di tradizione acheuleana"
  - "musteriano laquiniano", dal sito di La Quina, o "charentiano", dal dipartimento francese della Charente in cui si trova il sito citato.
  - "musteriano tipico"
  - "musteriano denticolato" o "a denticolati".

### Paleolitico superiore
Da circa 36 000 a circa 10 000 anni fa; corrisponde a parte del Pleistocene superiore comprendente parte del periodo glaciale di Würm. In questo periodo si diffonde in Europa l'odierno Homo sapiens.
- Castelperroniano (40 000-34 000 anni fa circa) in Francia e Spagna nord-occidentale, dal sito di Châtelperron in Francia (considerato da alcuni "perigordiano inferiore"), e Uluzziano (45000 – 39500 anni dal presente) nell'Italia centro-meridionale, dal sito della baia e della grotta di Uluzzo, in Puglia, rappresentano culture di transizione dalle culture musteriane, ad opera ancora dei primi esseri umani moderni europei  e con il perdurare della tecnica levalloisiana. Un'altra cultura di transizione è lo Szeletiano (o "Szeliano", 40 000-30 000 anni fa circa) nell'Europa centrale, dal sito della grotta Széléta in Ungheria.
- Aurignaziano (o "aurignaciano") (39-34 000 – 26-21 000 anni fa circa), con manufatti litici ricavati soprattutto da lame e microlamine e la diffusione dei manufatti in osso. Dal punto di vista geografico è suddiviso in "occidentale", "centro-europeo e balcanico", "italiano" e "orientale". Il nome deriva dal sito di Aurignac in Francia. Cronologicamente suddiviso in:
  - "aurignaziano arcaico" (o "pre-aurignaziano o "proto-aurignaziano")
  - "aurignaziano classico" ("antico", I e II, ed "evoluto", III e IV,)
  - "aurignaziano tardivo" (V).
- Gravettiano (o "perigordiano superiore") (29-28 000 – 22-20 000 anni fa), caratterizzato da bulini, punte ritoccate (punte gravettiane) e armi da lancio in osso. A questa cultura appartengono molte delle più note veneri paleolitiche. Dal sito di La Gravette, presso Bayac, in Dordogna, Francia. Viene suddiviso in:
  - "gravettiano antico"
  - "gravettiano evoluto"
  - "gravettiano finale".
- Solutreano (21-20 000-18 000 anni fa circa), caratterizzato dalla tecnica di scheggiatura a pressione, che consente di ottenere manufatti di grande raffinatezza. Viene utilizzato anche l'osso (aghi) e il corno. Compaiono i primi esempi di arte rupestre (pitture nelle caverne). Il nome deriva dal sito di Solutré, presso Mâcon, in Francia. Viene cronologicamente suddiviso in:
  - "proto-solutreano"
  - "solutreano inferiore"
  - "solutreano medio"
  - "solutreano superiore".
- Magdaleniano (o "maddaleniano") (18-17 000 – 11-10 000 anni fa, verso la fine dell'ultima glaciazione), caratterizzato dalla lavorazione di lame e nelle fasi intermedie di manufatti di piccole dimensioni ("microliti"). Si diffonde la lavorazione dell'avorio e dell'osso, con raffinata decorazione e vengono realizzate collane con denti di carnivori. A questo periodo appartiene la fioritura dell'arte rupestre (pitture nelle caverne). Il nome deriva dal sito di Abri de la Madeleine, presso Tursac, in Dordogna, Francia. In Italia è facile trovare il termine "romanelliano" che deriva dalla Grotta Romanelli in Puglia. Viene suddiviso, non unanimemente, in
  - "magdaleniano antico" (I-III)
  - "magadaleniano recente" (IV-VI)
  - "magdaleniano terminale", o "aziliano", dal sito di Le Mas-d'Azil nei Pirenei francesi, secondo alcuni già nel Mesolitico.
- In Italia e in Europa centro-orientale mancano il solutreano e il magdaleniano: il periodo tra 20 000 e 10 000 anni fa vede una tarda evoluzione del gravettiano, l'Epigravettiano. Viene cronologicamente suddiviso in
  - "epigravettiano antico"
  - "epigravettiano evoluto"
  - "epigravettiano finale".

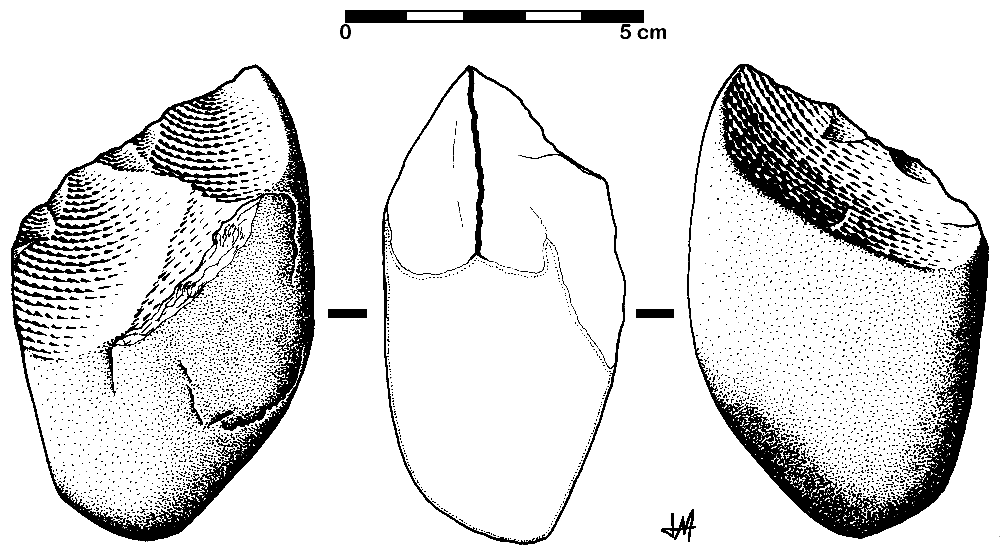
Primi utensili in semplice pietra scheggiata, Paleolitico inferiore
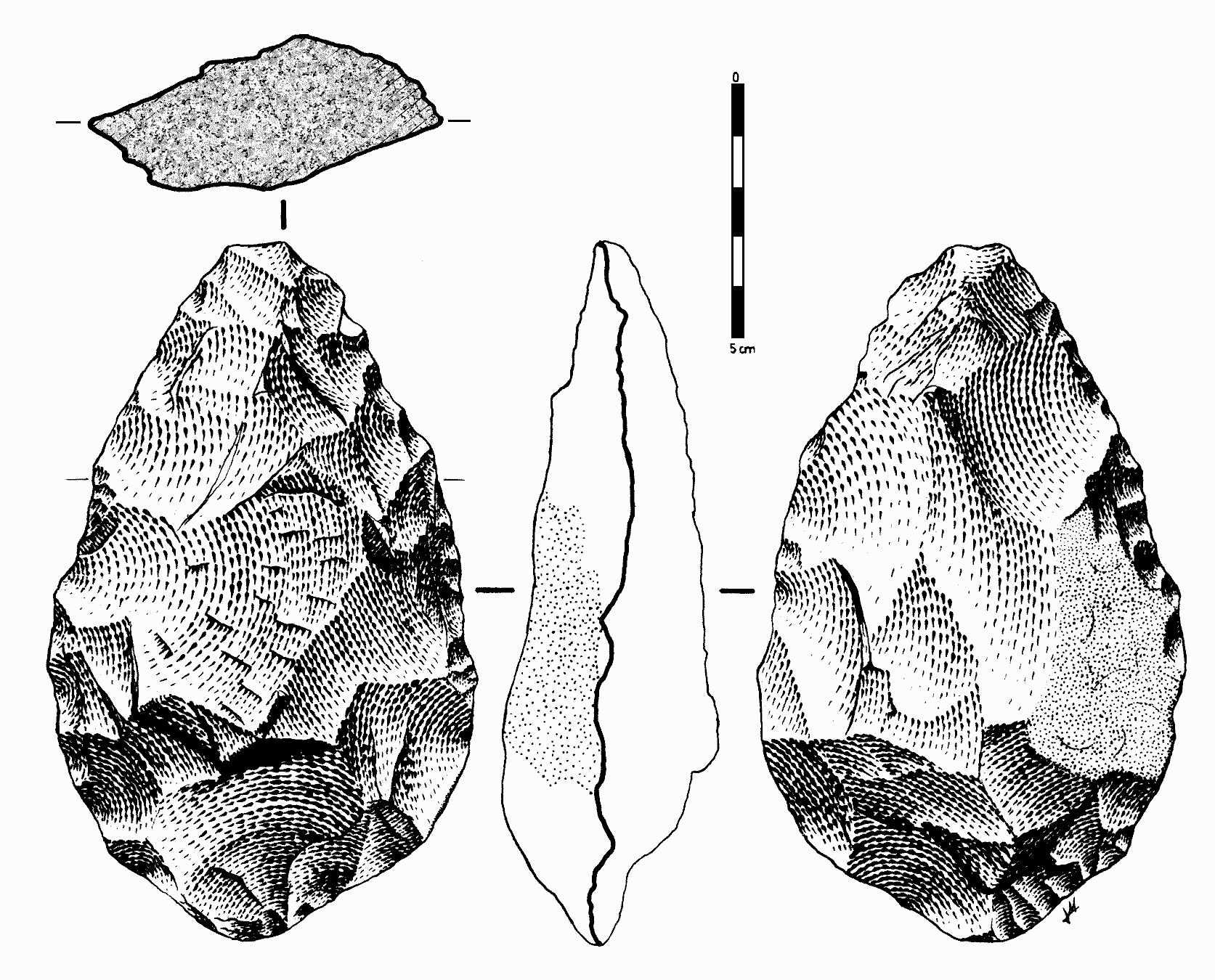
Un bifacciale, che rappresentò un avanzamento tecnologico significativo
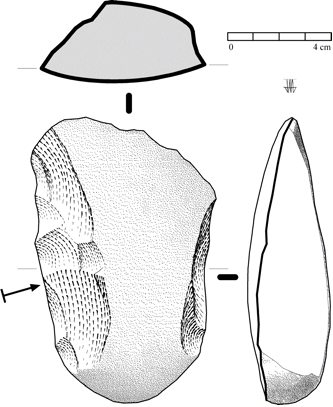
Coltello
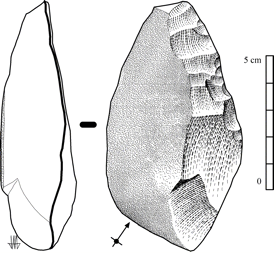
Raschiatoio per pelli, Paleolitico medio
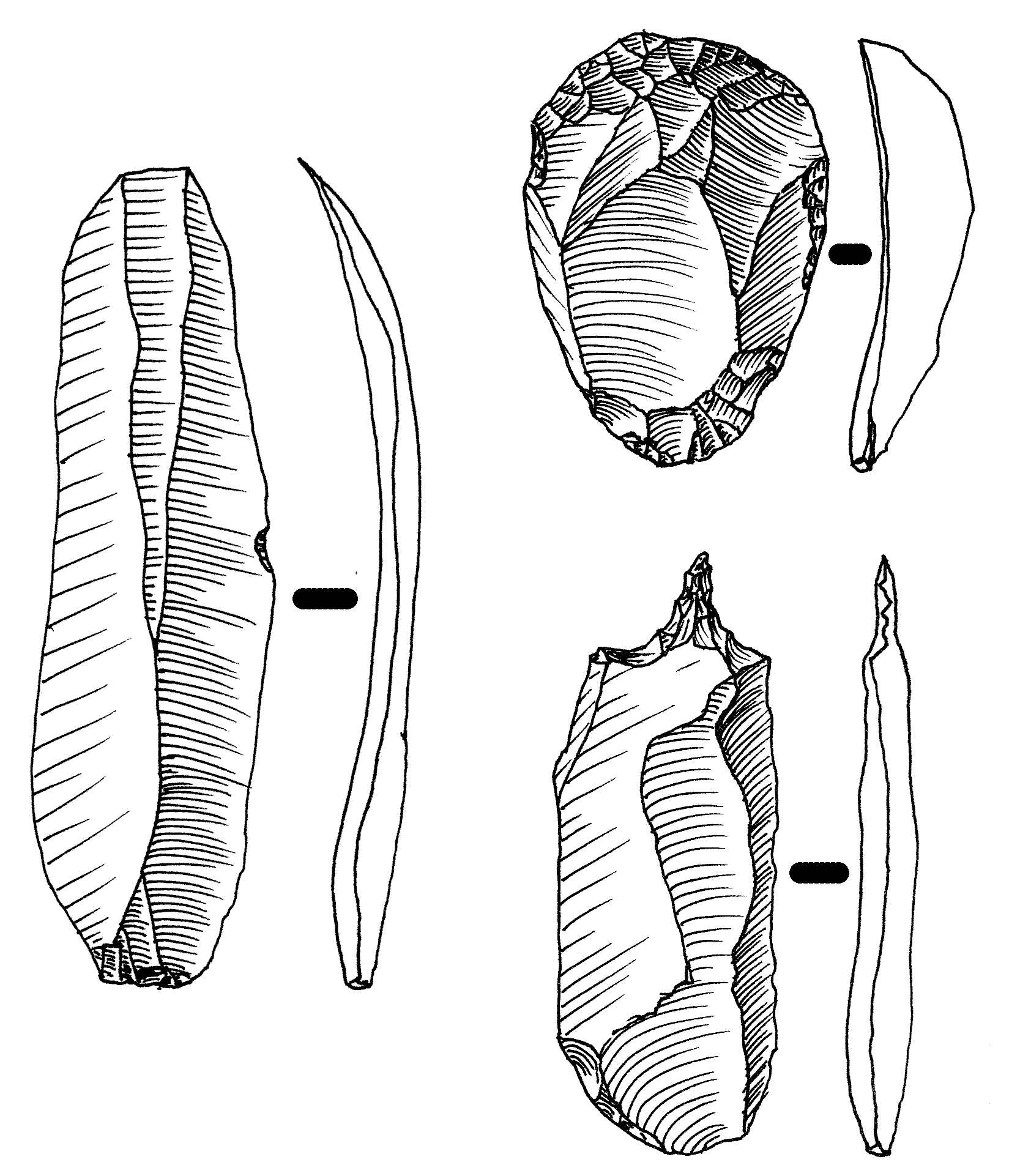
Utensili in selce, Paleolitico superiore
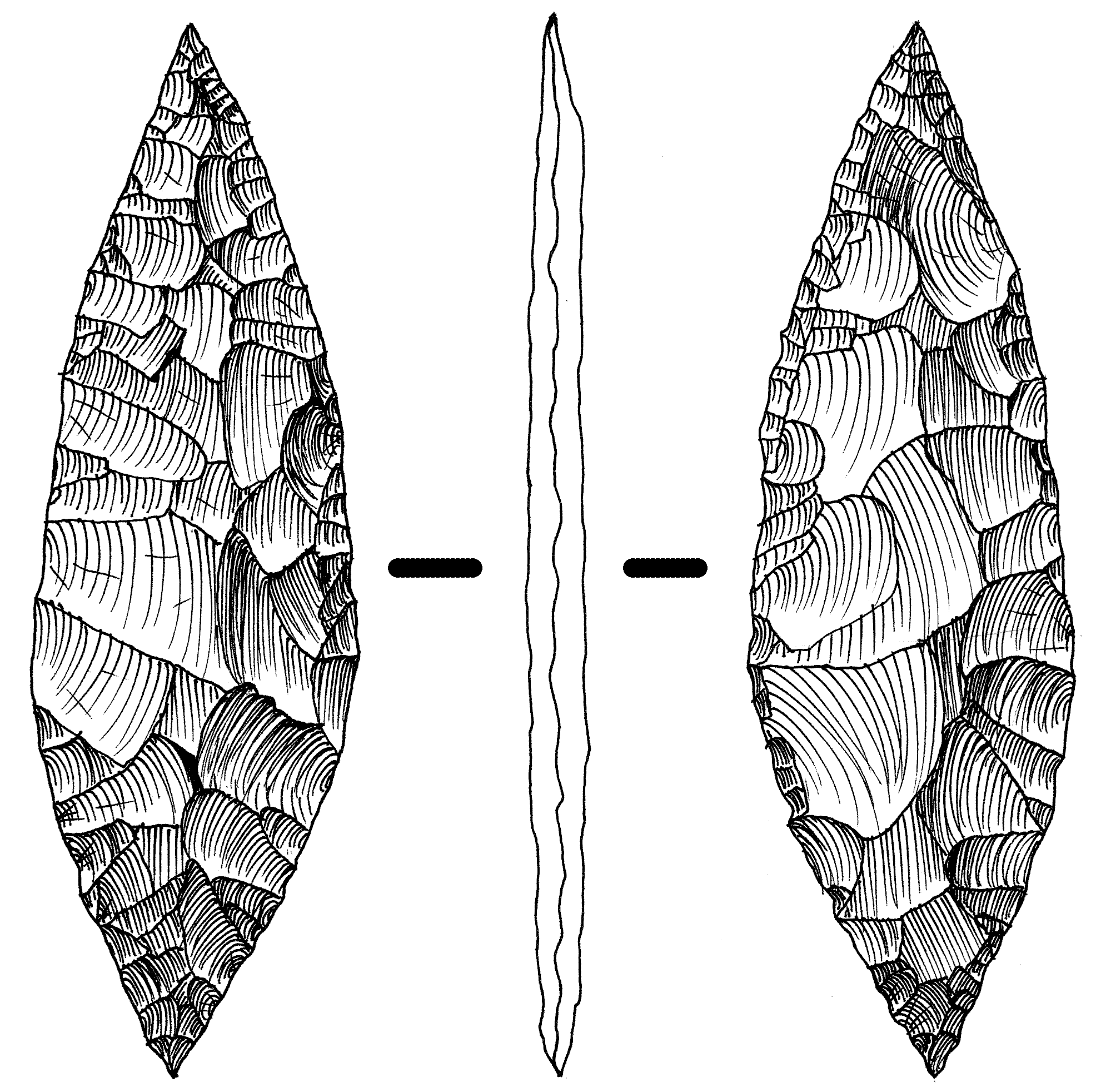
Punta del Solutreano ottenuta per scheggiatura a pressione
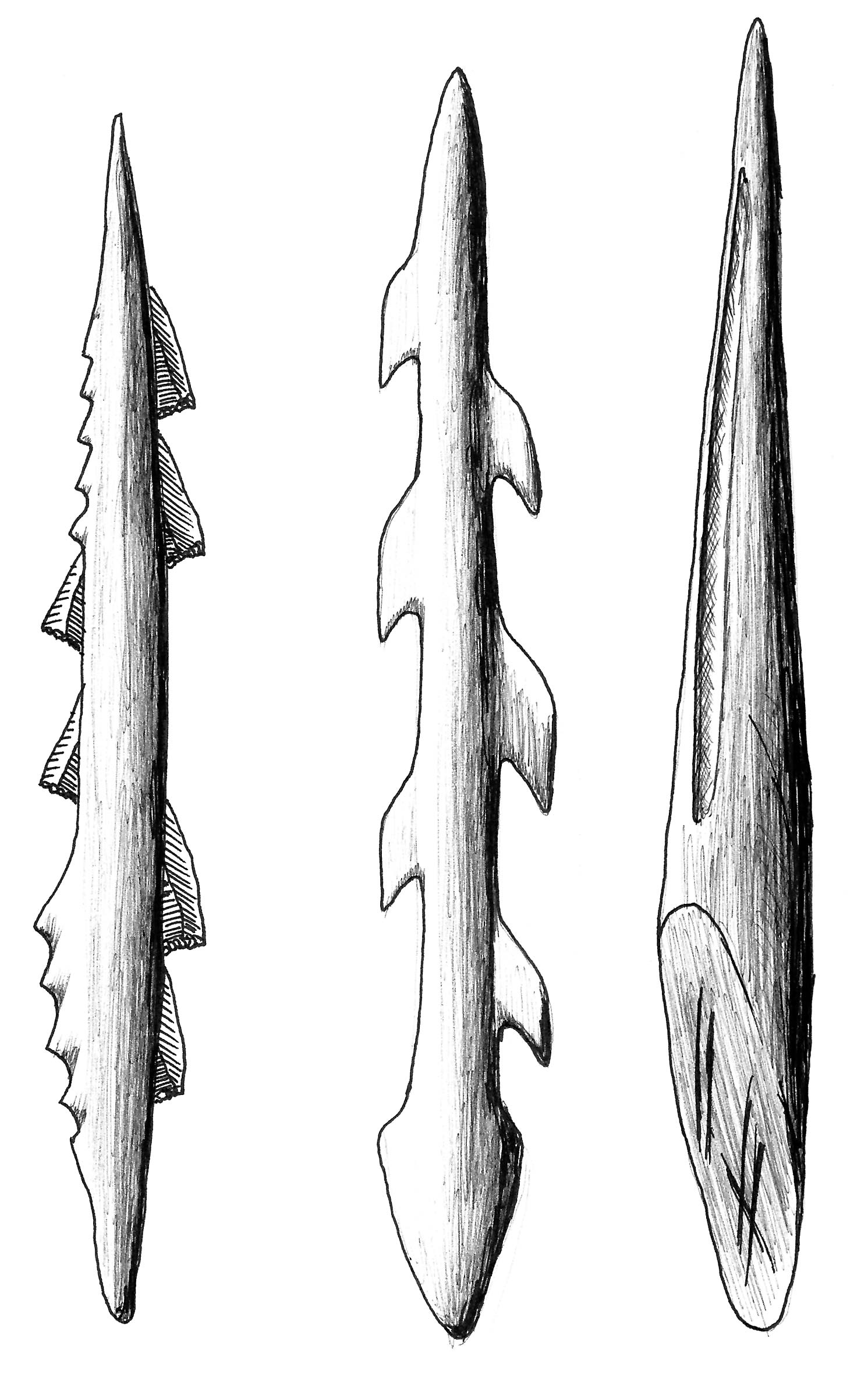
Arpione del Magdaleniano
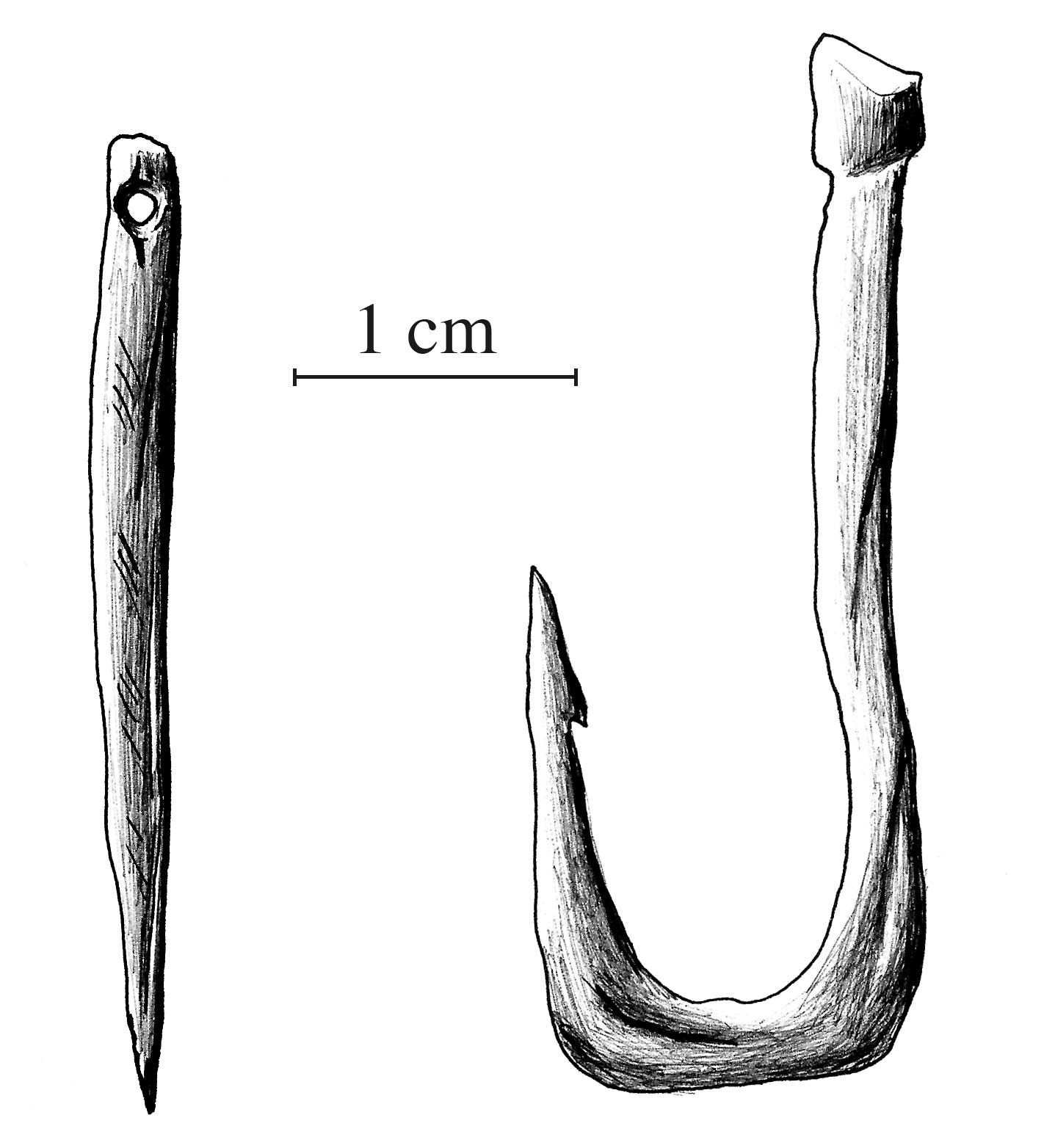
Ago e amo in osso, Paleolitico superiore

## Ambiente in Europa
Durante il Paleolitico sono avvenute una serie di glaciazioni, note come glaciazione di Günz, di Mindel, di Riss e di Würm. Durante le epoche glaciali i ghiacci avevano coperto gran parte dell'Europa settentrionale e centrale, spingendosi fin quasi sulle coste del Mar Mediterraneo e provocando l'abbassamento del livello del mare di oltre 100 metri. Avvenivano quindi contatti tra gli abitanti della penisola iberica e di quella italica. Con la fine dell'ultima glaciazione, tra 15000 e 10000 anni fa, e il conseguente aumento delle temperature, i ghiacciai ripresero a sciogliersi, e il livello dei mari si rialzò nuovamente.

## Vita nel Paleolitico
I gruppi umani, formati da comunità di 15-30 persone, prevalentemente nomadi o a sedentarizzazione periodica, erano caratterizzati da un'economia di caccia e raccolta, che si andò evolvendo con lo sviluppo di forme di caccia specializzata e con l'apparizione della pesca. Alcune teorie sostengono che soprattutto le donne con i bambini andassero a raccogliere erbe, radici e frutti selvatici e che invece gli uomini si dedicavano a battute di caccia in gruppo ad animali di grossa taglia o alla pesca.
Le abitazioni erano inizialmente semplici ripari naturali, a cui si aggiunsero capanne costruite con pelli e ossa di animali.
In questo periodo si iniziò a controllare il fuoco e poi ad accenderlo. Il fuoco venne utilizzato come protezione dagli animali, per illuminare, per cucinare e anche per riscaldarsi.
Dalla scoperta del fuoco derivarono due conseguenze:
• il rafforzamento della salute umana: la carne cotta era più salubre rispetto a quella cruda che portava ad infezioni;
• sviluppo del linguaggio: con una nuova fonte d'illuminazione le giornate degli uomini paleolitici si allungavano e cresceva il tempo libero da passare insieme in comunità, in cui gli uomini interagivano fra di loro con un linguaggio sempre più avanzato, contribuendo alla trasmissione delle loro conoscenze che portò ad una vera e propria evoluzione culturale, la quale aveva trasformato l'ominide, capace solo di gesticolare, in un uomo in grado di saper comunicare;

## L'arte

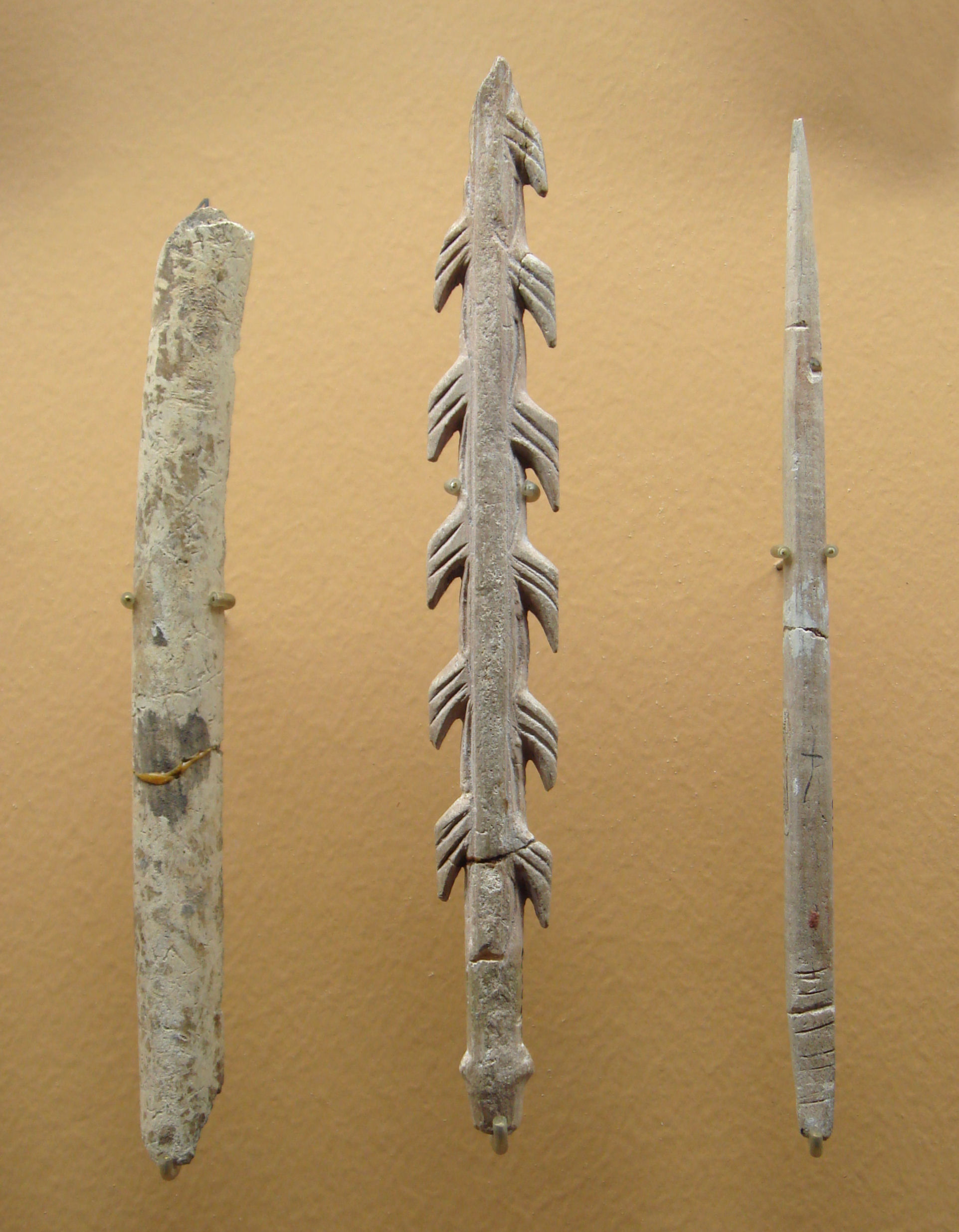
Utensili magdaleniani.

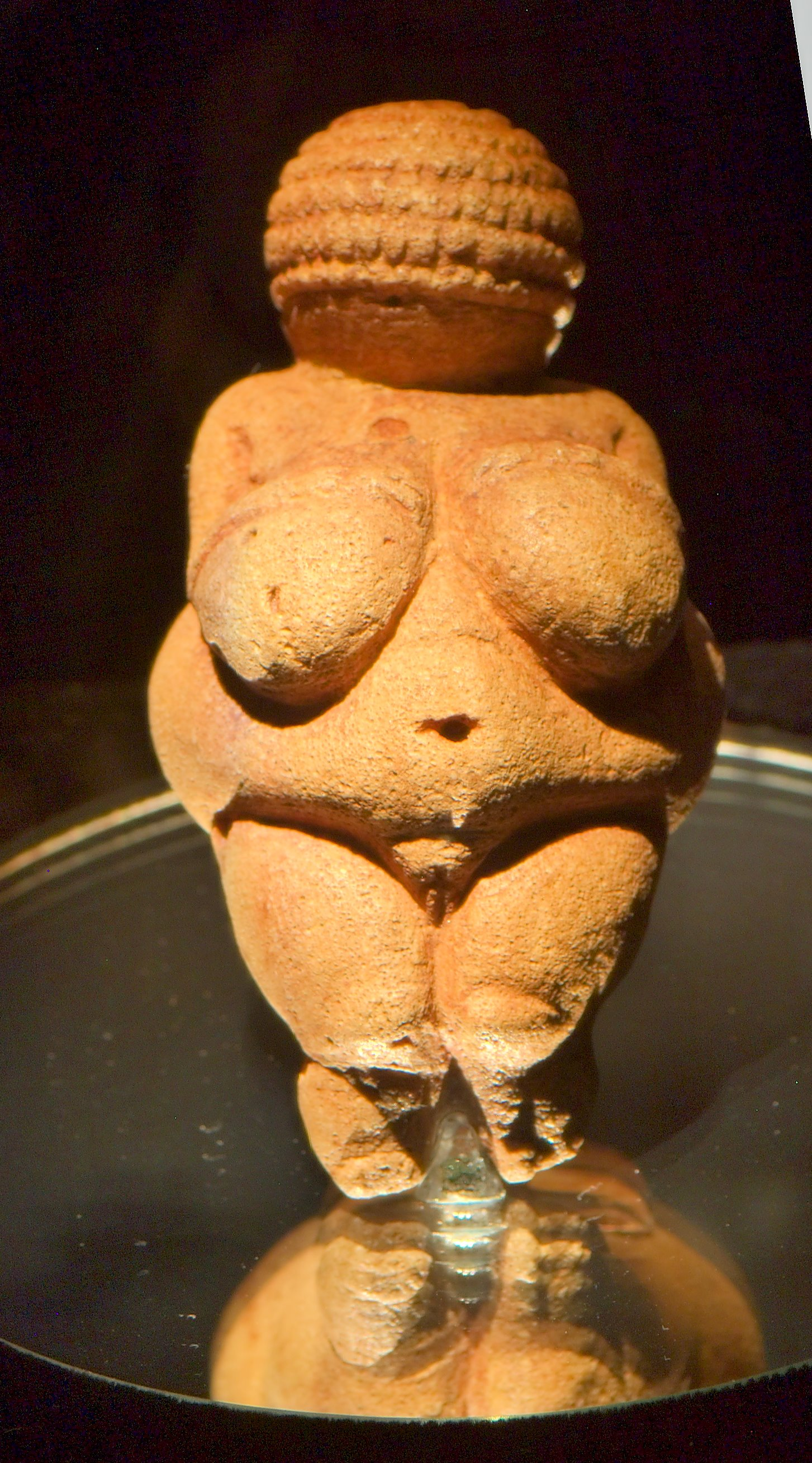
La Venere di Willendorf.

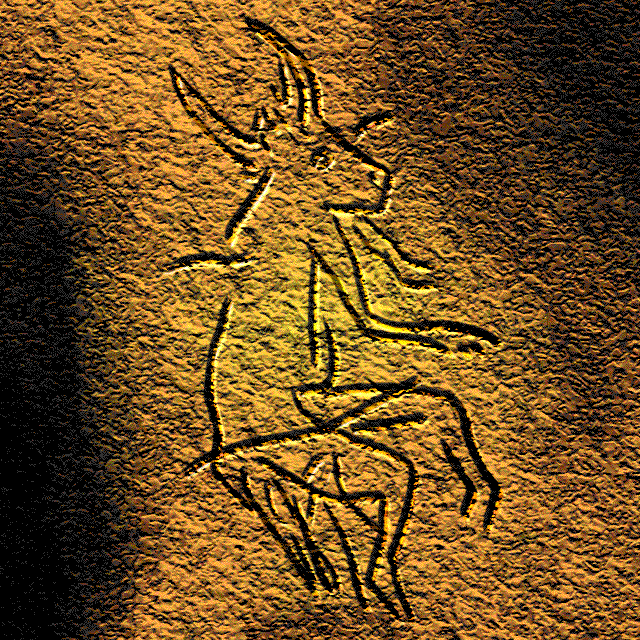
Raffigurazione semi-umana nelle grotte in Dordogna (Francia).

La specie sapiens sapiens evolve in maniera, a tutt'oggi pare, indipendente dal neanderthal, a partire circa da 200 000 anni fa. I resti più antichi di umani indubitabilmente moderni si ritrovano al sito Kibish nei pressi del fiume Omo, in Etiopia e nel sito Qafzeh-Skhul (Qafzeh e Es Skhul) nell'attuale Israele.
In terra africana la specie evolve culturalmente. Sono numerosi i ritrovamenti fossili e di manufatti e, a tutt'oggi, il più antico ritrovamento di un oggetto dalle indubbie caratteristiche artistiche risale a 80 000 anni fa, in prossimità di Cape Agulhas, nella Caverna di Blombos, in Sud Africa.
L'evoluzione a tutto tondo, fisica, tecnologica e culturale, condurrà alla fine del Paleolitico.
Negli ultimi anni si è rafforzata la teoria, pur con andamenti altalenanti scientifici tuttora in corso, che vede neanderthal e sapiens (tra cui la popolazione Cro-Magnon) come due specie diverse evolutesi in modo quasi parallelo. L'uomo di Cro-Magnon, ovvero ascrivibile all'uomo moderno, sostituisce in Europa l'uomo di Neanderthal (che pare si estingua circa 28 000 anni fa) in un arco di tempo relativamente breve ma con una certa sovrapposizione di alcune migliaia di anni, anche se non è ancora possibile stabilire che tipo di relazioni (collaborazione, indifferenza, guerra) si fossero stabilite tra i due gruppi umani. Pare indubbio, comunque, che le pulsioni artistiche furono comuni ad entrambe le specie.

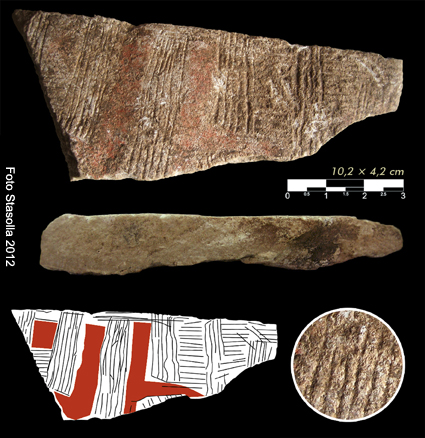
Lamina calcarea graffita e decorata in ocra, Epigravettiano finale (Paleolitico sup. 11-10.000 anni fa), da Grotta San Pellegrino (Laterza). Foto, V. Stasolla.

L'arte del Paleolitico si suole convenzionalmente dividere in due gruppi: arte parietale ed arte mobiliare. L'arte parietale è costituita da quattro periodi (detti anche stili) con una certa evoluzione temporale:
- I stile: L'arte parietale non è ancora tale, i disegni vengono realizzati su massi;
- II stile: Sorge la vera arte parietale, con graffiti sulle pareti;
- III stile: Netta evoluzione dell'arte parietale, nuove raffigurazioni di mammiferi: corna raffigurate di profilo, testa piccola, ventri enormi e zampette che sbucano dai ventri;
- IV stile: L'ultima, grande evoluzione dell'arte parietale: miglior utilizzo della prospettiva e delle tecniche di luce.

L'arte parietale era, per gli uomini del Paleolitico, una rappresentazione del soprannaturale, i cui principi conduttori erano quelli dell'elemento maschile, rappresentato dal cavallo, e femminile, rappresentato dal bisonte.
Bisogna ricordare in particolare una caratteristica di alcune tecniche dell'arte parietale, il negativo, ottenuto appoggiando la mano sul muro e tutt'attorno spruzzando del colore, usando probabilmente la bocca.
L'arte mobiliare: caratterizzata dalla rappresentazione di piccole statuette, le cosiddette Veneri, forse collegate al culto della fecondità e possibile funzione religiosa oltre che ornamentale. Tra queste ricordiamo la Venere di Willendorf, che si stima sia stata realizzata fra il 23 000 e il 19 000 a.C. .